# Usclas-du-Bosc
Usclas-du-Bosc – miejscowość i gmina we Francji, w regionie Oksytania, w departamencie Hérault.
Według danych na rok 1990 gminę zamieszkiwało 57 osób, a gęstość zaludnienia wynosiła 13 osób/km² (wśród 1545 gmin Langwedocji-Roussillon Usclas-du-Bosc plasuje się na 843. miejscu pod względem liczby ludności, natomiast pod względem powierzchni na miejscu 1039.).

## Populacja

Populacja Usclas-du-Bosc w latach 1962-2008